# Cuevas de Vinromá
Cuevas de Vinromá (en valenciano y oficialmente, les Coves de Vinromà) es un municipio de la Comunidad Valenciana, España. Situado en la provincia de Castellón, en la comarca de la Plana Alta. Cuenta con 1822 habitantes (INE 2019).

## Toponimia
El topónimo deriva del árabe ابن رمّان (ibn Rummān), «hijo de Rummán».

## Geografía
Se encuentra situado en la mitad norte de la provincia de Castellón. 
Se accede a esta localidad desde Castellón tomando la CV-10.

### Barrios y pedanías
En el término municipal de Cuevas de Vinromá, existen numerosas masías habitadas. A continuación se citan aquellas que constituyen núcleos de población:
- El Molinet.
- Els Terrers Blancs.
- La Coloma.
- Mas d'Abad.
- Mas de Carruano.
- Mas d'En Ramona.
- Mas d'En Rieres.
- Mas dels Calduch.
- Mas de Pasqualet.
- Mas Mosquera Sant Josep.

### Localidades limítrofes
El término municipal de Cuevas de Vinromá limita con las localidades de Albocácer, Alcalá de Chivert, Salsadella, Sarratella, Sierra Engarcerán, Tírig y Villanueva de Alcolea todas ellas de la provincia de Castellón.

## Historia
El poblamiento de esta tierra se remonta a tiempos prehistóricos, como lo demuestran las famosas pinturas del barranco de Valltorta, y la cueva del Mas d'Abad con materiales de la Edad del Bronce e inhumaciones de tipo Eneolítico.
Los primeros documentos en que se habla del Castillo de Cuevas es en la crónica de Jaime I de Aragón en 1233, antes de emprender la conquista de Valencia: " Desde aquí (Burriana) haremos cabalgada y ganaremos Castellón de Burriana y Borriol y Cuevas de Vinromá" ("d’aquí (Borriana) feien cavalcades i guanyaren Castelló de Borriana i Borriol i les Coves d’Avinromà").
Blasco de Alagón fue su primer señor, por privilegio de Jaime I del 11 de mayo de 1235 que le donaba la villa y castillo con su jurisdicción. A la muerte de Blasco de Alagón, el mismo rey concedió el castillo de Cuevas de Vinromá a la Orden de Calatrava, y por una permuta de tierras pasó a Artal de Alagón quien dio a poblar esta villa a Mateo Huguet y otros, según consta en la Carta Puebla, nombrando alcalde a Juan Pérez de Casanova.
En 1294, Jaime II lo otorga a los Templarios, pero abolida esta orden religiosa por el papa Clemente V, sus bienes fueron adjudicados a la orden del Hospital. El rey de Aragón, para evitar que esta orden religiosa adquiriese un poder excesivo, consiguió del papa Juan XXII, en 1317, la creación de una nueva orden militar, la de Montesa, que fue el último señor de estas tierras.
Cuando en 1347 los nobles y villas valencianos formaron la Unión para hacer frente al poderío real de Pedro IV el Ceremonioso, la villa de Cuevas de Vinromá no fue una excepción, motivo por el cual fue castigada, cantidad que fue hecha efectiva en San Mateo por el Síndico y procurador de las Cuevas, Bernardo de Olesa.
Cuevas de Vinromá fue cabeza de la Encomienda Mayor, perteneciente a la jerarquía principal después del Maestre, sustituyendo a la Encomienda de Culla. En 1421 se celebraron en Cuevas de Vinromá las Cortes del Reino, el 31 de mayo estaban reunidas en esta población, las cuales se trasladaron posteriormente a San Mateo.
El castillo de Cuevas de Vinromá existió en lo más alto del montículo donde se ubica la villa. Era de origen musulmán. Hoy se halla totalmente arrasado.
El 26 de agosto de 2007 la banda terrorista ETA hizo explotar en el término municipal de Cuevas de Vinromá una caravana cargada con explosivos. Presuntamente, la caravana iba a ser utilizada en un atentado y habría sido explosionada por los terroristas al sentirse vigilados por las fuerzas de seguridad.
En el año 2013 , siendo alcalde Jacobo Salvador , y a su solicitud , fue compuesto el Himno de la población, música y letra creada por el compositor poético musical Juan Castells Badenes.

## Administración
| Periodo   | Nombre                                                                     | Partido   |
| --------- | -------------------------------------------------------------------------- | --------- |
| 1979-1983 | Vicente Albert Pastor                                                      | PSPV-PSOE |
| 1983-1987 | Vicente Albert Pastor                                                      | PSPV-PSOE |
| 1987-1991 | Vicente Albert Pastor (1987-1989) / Manuel Enric García Albert (1989-1991) | PSPV-PSOE |
| 1991-1995 | Manuel Enric García Albert                                                 | PSPV-PSOE |
| 1995-1999 | Manuel Enric García Albert                                                 | PSPV-PSOE |
| 1999-2003 | Gema Torres Zaragozá                                                       | PSPV-PSOE |
| 2003-2007 | Miguel Zaragozá Muñoz (2003-2006) / Leoncio Marín Agustina (2006-2007)     | PP        |
| 2007-2011 | Jacobo Luis Salvador Serret                                                | JNP       |
| 2011-2015 | Jacobo Luis Salvador Serret                                                | JNP       |
| 2015-2019 | Mónica Nos Orient                                                          | PSPV-PSOE |
| 2019-2023 | Mónica Nos Orient                                                          | +xLCV     |
| 2023-act. | Irma Povedano Salvador                                                     | PSPV-PSOE |

## Demografía
Les Coves de Vinromà cuenta con una población de 1865 habitantes (INE 2024).
| Gráfica de evolución demográfica de Les Coves de Vinromà entre 1842 y 2021 |
| |
| Población de derecho según los censos de población del INE Población de hecho según los censos de población del INEEn estos censos se denominaba Cuevas de Vinromá: 1842, 1857, 1860, 1877, 1887, 1897, 1900, 1910, 1920, 1930, 1940, 1950, 1960, 1970, 1981 y 1991 |

| 1990  | 1992  | 1994  | 1996  | 1998  | 2000  | 2002  | 2004  | 2005  | 2007  | 2008  | 2019  |
| ----- | ----- | ----- | ----- | ----- | ----- | ----- | ----- | ----- | ----- | ----- | ----- |
| 2.012 | 1.903 | 1.854 | 1.857 | 1.866 | 1.810 | 1.860 | 1.877 | 1.857 | 1.984 | 2.093 | 1.823 |

## Economía
Basada tradicionalmente en la agricultura de secano predominando los cultivos de olivos, almendros y algarrobos, aunque el sector más importante es el de la ganadería avícola y porcina, al contar con numerosas granjas. Existen también industrias cerámicas y textiles dedicadas a la confección. Recientemente ha entrado en funcionamiento una fábrica de palas para aerogeneradores. (Energía Eólica)

## Monumentos

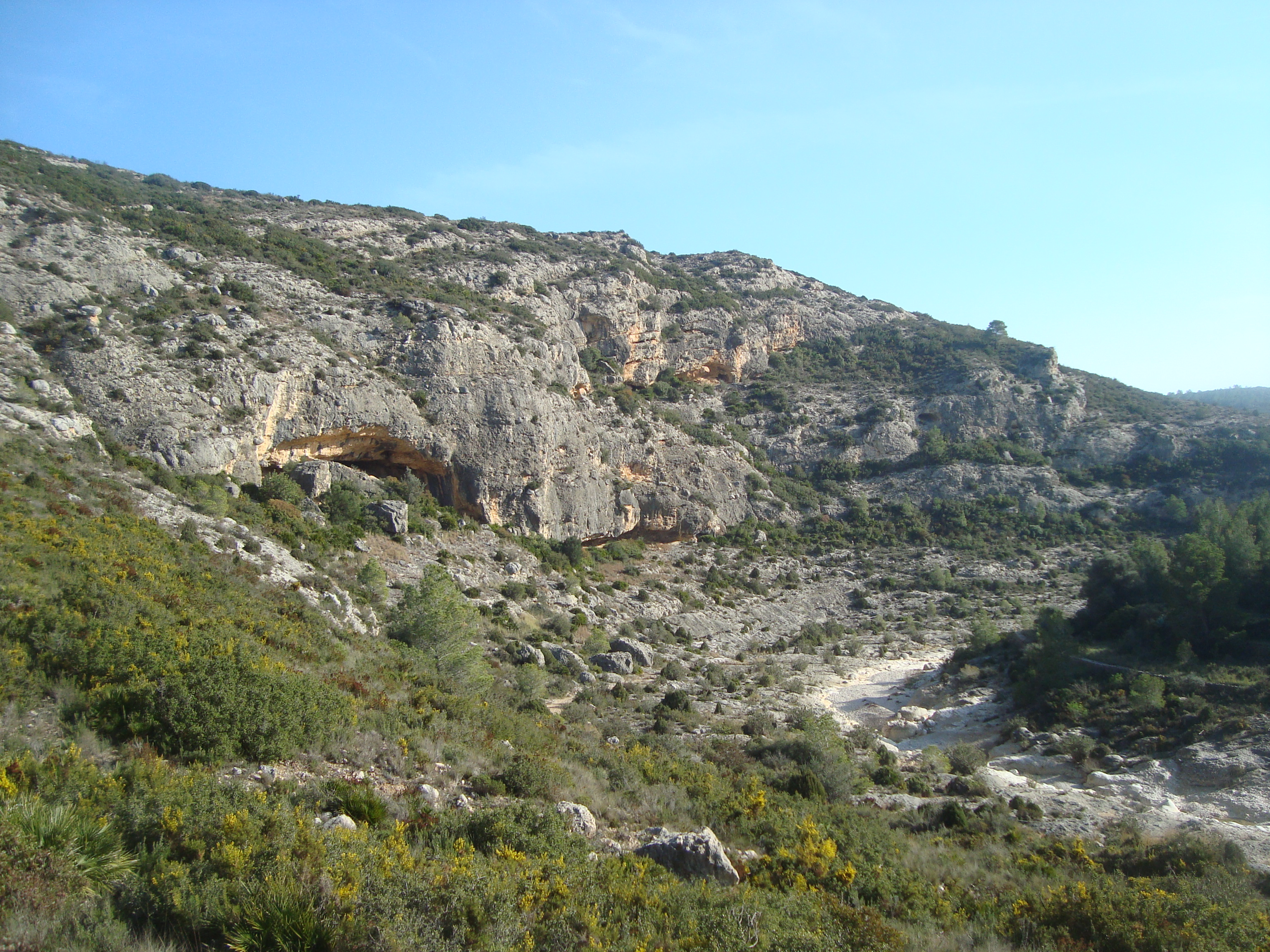
Riu Coves-río Cuevas

- Panorámica de la ermita de San Vicente FerrerRiu Coves-río CuevasErmita de San Vicente Ferrer. Según figura en el frontis del arco, su construcción se remonta a 1614. En ella se venera también a San Miguel.

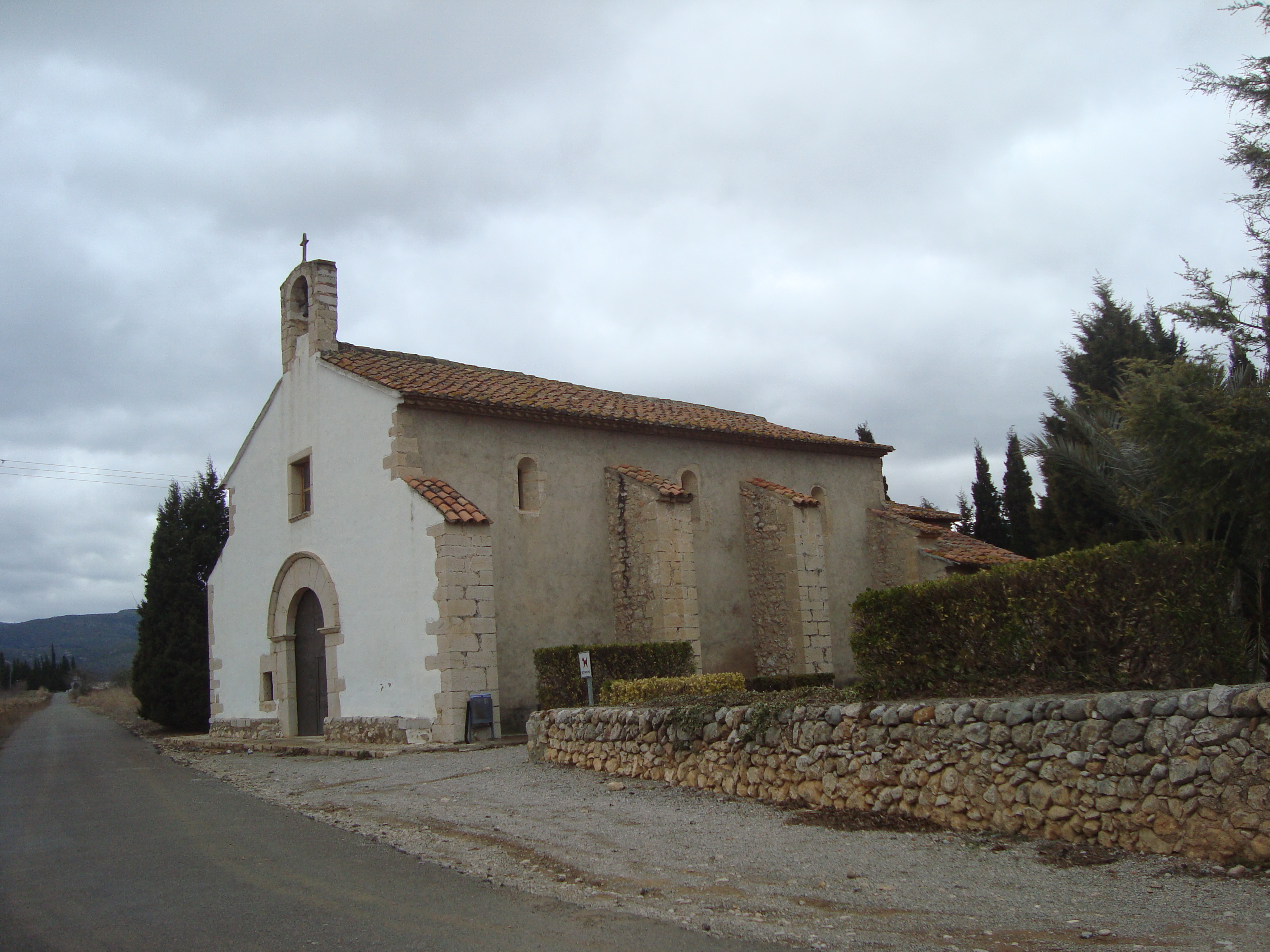
Panorámica de la ermita de San Vicente Ferrer

- Iglesia Antigua. De estilo gótico, con mezclas posteriores de otros estilos, data del siglo XIII. Se halla en fase de reconstrucción. No está dedicada al culto y es de propiedad municipal.
- Iglesia de la Asunción. Dedicada a la Asunción de la Virgen. Se trata de un templo columnario de planta de salón de tres naves, construido a partir de mediados del siglo XVIII y finalizado a principios del siglo XIX, si bien el campanario es un poco posterior. Según Bautista i García, fue diseñado por Josep Dols, interviniendo posteriormente otros arquitectos, entre los que se encuentra Bartolomé Ribelles. Entre las joyas de su patrimonio destaca la cruz procesional mayor, de marcada estructura gótica de finales del siglo XV.

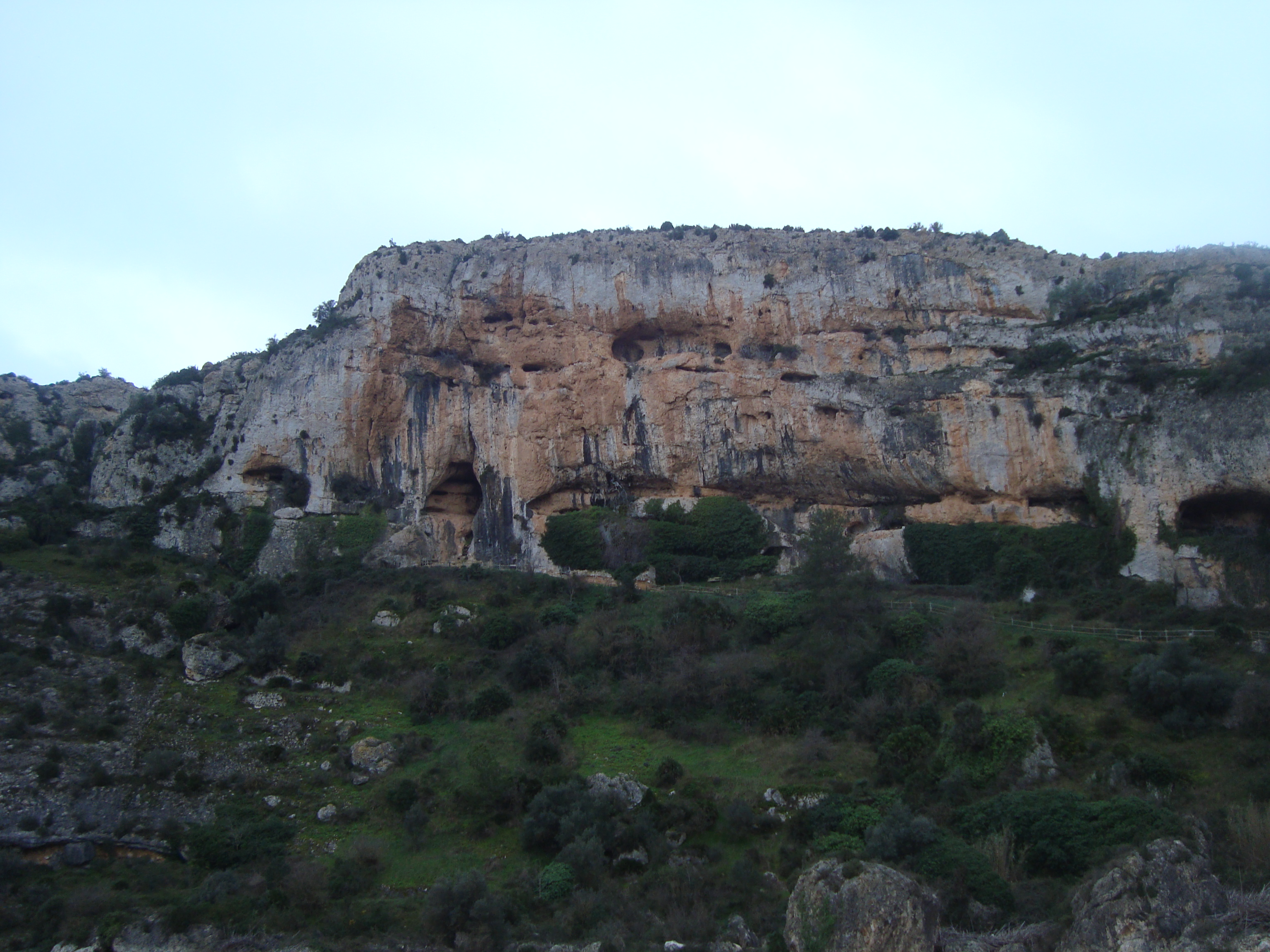
Cingle de La Moreria (Les Coves de Vinromà).

- Les Coves de Vinromà, panorámicaLes Coves de Vinromà, panorámicaCingle de La Moreria (Les Coves de Vinromà).Casa fortificada de los Templarios. También conocida como Casa del Temple. Catalogada como Bien de Interés Cultural.

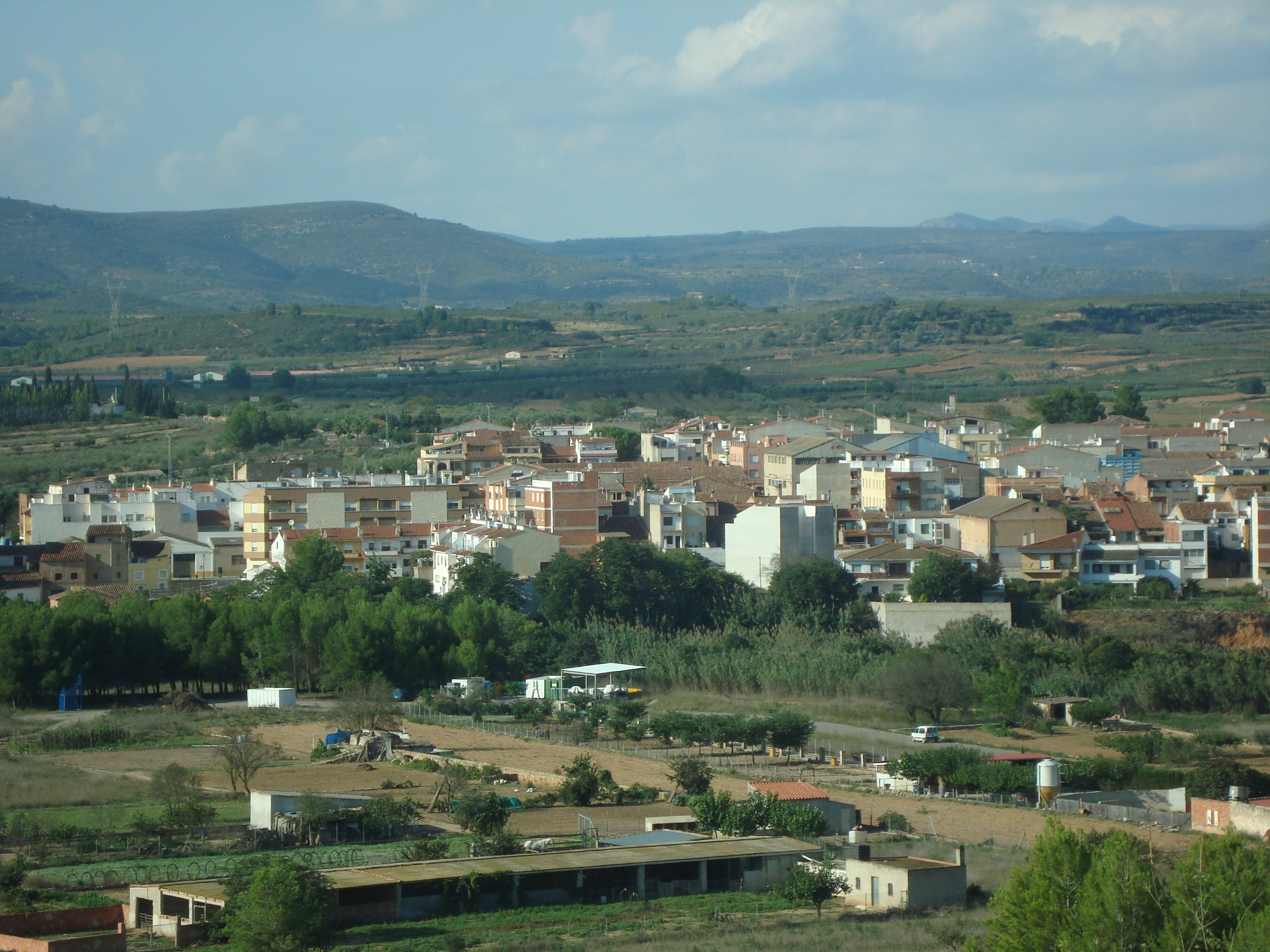
Les Coves de Vinromà, panorámica

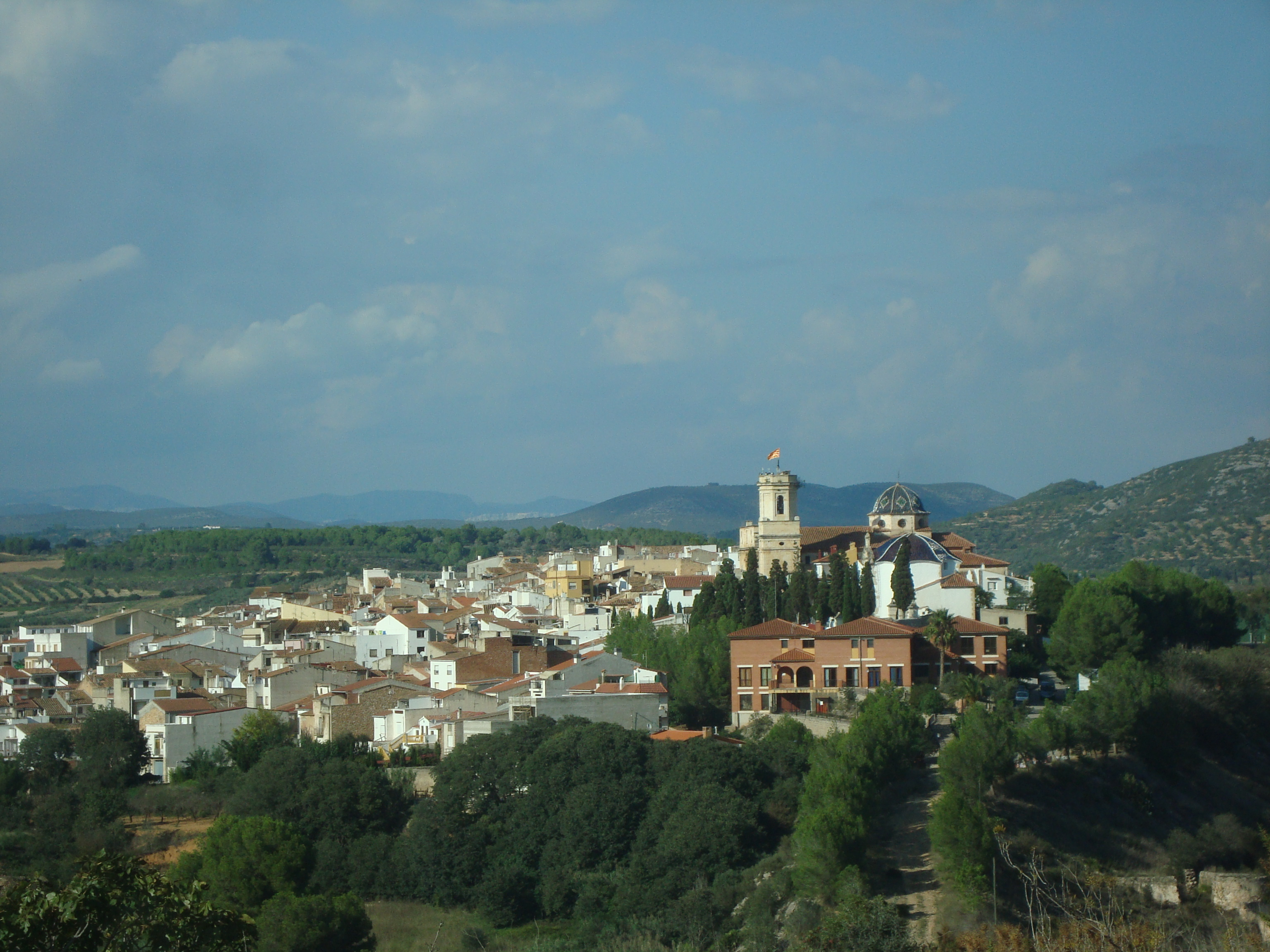
Les Coves de Vinromà, panorámica

- Murallas. Catalogadas como Bien de Interés Cultural.

## Lugares de interés
- La Morería. Paraje ubicado junto el río San Miguel y cerca del casco urbano.

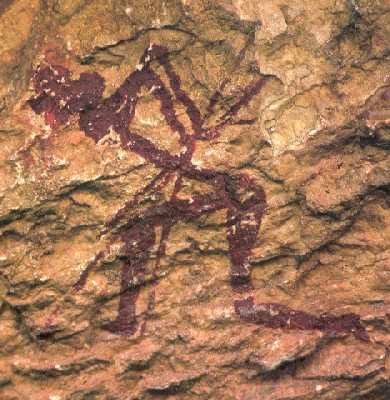
Pintura rupestre

- Barranco de la Valltorta. Dentro del término se encuentran las pinturas rupestres del barranco de la Valltorta: Cueva Alta del Lledoner, la Saltadora, Cingle de la ermita y otros, que forman uno de los conjuntos más ricos en este tipo de manifestaciones de la Comunidad Valenciana.

- Trencadís Les Coves Mural realizado en mosaico cerámico de diferentes texturas con motivos que reflejan la historia de esta conocida fuente. Un regalo para la vista que embellece este enclave turístico, al lado del paraje natural de la Morería y de la ruta de Los Molinos. Inaugurado el 29 de marzo de 2015

## Fiestas
- Fiestas Patronales. Del 14 al 24 de agosto, en honor a la Virgen de la Asunción y San Roque, en las que destaca el baile conocido como "Ball del Pla" y las exhibiciones taurinas con "encierro" ("bous al carrer").

## Instalaciones deportivas
- Instalaciones Deportivas. Completas instalaciones deportivas con dos piscinas, dos pistas polideportivas, frontón, campo de fútbol y pista de tenis.

## Personas destacadas
- Jaime Bort y Meliá (?-1754): arquitecto y escultor barroco del siglo XVIII.
- Rafael Forns y Romans (1968-1939): médico, pedagogo y pintor.
- Luis Lucia Lucia (1888-1943): abogado, periodista y político valenciano.
- Carme Barberà Puig (1927-2011): novelista, biógrafa y poetisa.